# Anne-Marie Cederquist
Anna Maria Cederquist, född Lindström 31 december 1854 i Maria Magdalena församling, Stockholm, död 2 april 1920 i Kungsholms församling, Stockholm, var en svensk trägravör.
Hon var dotter till perukmakaren AK Lindström och hans hustru Charlotte samt från 1883 gift med Justus Cederquist. Hon var under fem år elev till xylografen Evald Hansen och därefter två år till för Wilhelm Meyer i Stockholm och ytterligare två år för Auguste Trichon i Paris. I hennes produktion finns bland annat bilder åt tidningen Kasper under fyra år och för Ny illustrerad tidning där hon utförde trägravyrer av alster producerade av Vicke Andrén, Carl Larsson och Jenny Nyström. Dessutom utförde hon en del bilder för sin mans grafiska anstalt. Vid framställningen av en ny Bibelutgåva utförde hon gravyrerna av Gustave Dorés teckningar. Hon medverkade med egna alster vid Konstakademiens utställning 1885.